# Gardna Mała
Gardna Mała (kaszb. Môłô Garnô, słowiń. Måulå Garnåu, niem. Klein Garde) – dawna słowińska wieś rybacka w Polsce położona w województwie pomorskim, w powiecie słupskim, w gminie Smołdzino na Wybrzeżu Słowińskim i nad jeziorem Gardno.
W latach 1975–1998 miejscowość administracyjnie należała do województwa słupskiego.
W 2011 roku miejscowość zamieszkiwały 183 osoby.

## Nazwa
Nazwa ma charakter relacyjny i została przeniesiona z sąsiedniej miejscowości Gardna Wielka. Friedrich Lorentz odnotował formy nazwy miejscowości w lokalnych gwarach słowińskich: Mǻu̯lå Gărnǻu̯, Mǻu̯lå Gărnáo̯ wraz z nazwami mieszkańców: Gãrȝȯu̯n, Gãrȝȯu̯nkă „gardnianin, gardnianka”. Nazwa niemiecka Klein Garde jest adaptacją fonetyczną nazwy słowińskiej z wyróżnikiem klein „mały”, dodanym w celu odróżnienia od sąsiedniej miejscowości Groß Garde „Gardna Mała”. Obecność tego wyróżnika w nazwie słowińskiej i współczesnej nazwie polskiej jest wynikiem przeniesienia z nazwy niemieckiej.
Rada Języka Kaszubskiego proponuje kaszubską formę nazwy Gardnô Môłô.